# IROC XVIII
La 18e édition de l'International Race of Champions, disputée en 1994, a été remportée par l'Américain Mark Martin. Tous les pilotes  conduisaient des Dodge Avenger.

## Courses de l'IROC XVIII
| Date            | Lieu       | Vainqueur      | Nationalité | Championnat d'origine |
| 18 février 1994 | Daytona    | Dale Earnhardt | États-Unis  | Winston Cup (NASCAR)  |
| 26 mars 1994    | Darlington | Mark Martin    | États-Unis  | Winston Cup (NASCAR)  |
| 30 avril 1994   | Talladega  | Steve Kinser   | États-Unis  | World of Outlaws      |
| 30 juillet 1994 | Michigan   | Al Unser Jr.   | États-Unis  | CART                  |

## Classement des pilotes
| Classement | Pilote         | Pays       | Championnat          | Points |
| ---------- | -------------- | ---------- | -------------------- | ------ |
| 1er        | Mark Martin    | États-Unis | Winston Cup (NASCAR) | 66     |
| 2e         | Al Unser Jr.   | États-Unis | CART                 | 56     |
| 3e         | Rusty Wallace  | États-Unis | Winston Cup (NASCAR) | 56     |
| 4e         | Dale Earnhardt | États-Unis | Winston Cup (NASCAR) | 56     |
| 5e         | Jack Baldwin   | États-Unis | Trans-Am (SCCA)      | 45     |
| 6e         | Steve Kinser   | États-Unis | World of Outlaws     | 43     |
| 7e         | Kyle Petty     | États-Unis | Winston Cup (NASCAR) | 35     |
| 8e         | Dale Jarrett   | États-Unis | Winston Cup (NASCAR) | 34     |
| 9e         | Tom Kendall    | États-Unis | Trans-Am (SCCA)      | 33     |
| 10e        | Danny Sullivan | États-Unis | CART                 | 27     |
| 11e        | Geoff Brabham  | Australie  | IMSA                 | 26     |
| 12e        | Scott Sharp    | États-Unis | CART                 | 22     |